# Nefelin
A nefelin a magmás kőzetek közül az egyik legfontosabb földpátpótló szilikátásvány. Neve a görög νεφέλη [neféli] (am. felhő) szóból ered, ugyanis zavarossá, felhőssé, kocsonyássá válik az erős savak hatására. 1801-ben fedezték fel Olaszországban.

## Osztályozás
- Dana ID: 76.02.01.02
- Strunz ID: 09.FA.05

## Megjelenés
A mélységi és a vulkáni kőzetekben más-más megjelenése van. A mélységi kőzetekben általában négyzet vagy téglalap alakú, de előfordul, hogy hatszög formájú a megjelenése. A hasadása nagyon gyenge, és a hasadási és törési felülete pedig zsírfényű. A színe igen változatos, lehet fehér, szürke, rózsaszínű, vörös és zöld. 
A kiömlési kőzetekben viszont a nefelin színtelen, üvegfényű, idiomorf vagy hipidiomorf, a megjelenése átlátszó, víztiszta. A felszínen a nefelin könnyen mállik.

## Különbségtétel
A mélységi nefelin könnyen összetéveszthető a kvarccal. De a megkülönböztetésben segíthet a nefelin nagyon gyenge hasadása, eltérő alakja és színe. Úgyszintén segíthet, ha más földpátpótlót is tartalmaz a kőzet. 
A földpátokkal is össze lehet téveszteni a vulkáni kőzetekben található nefelint. De könnyen észrevehető a különbség a nefelin négyzetes, zömök téglalap alakja, valamint a gyenge hasadása miatt. Emellett pedig az ikresedés jelenségét sem mutatja.

## Képződés, előfordulás
Jellemző alkotója az alkáli kőzeteknek. Valamint lávákban, Na-gazdag szubvulkáni kőzetekben, továbbá Na-metaszomatózis terméke is lehet.
Előfordul Oroszországban, az Egyesült Államokban, Afrika számos országában, Ausztráliában, és még hazánkban is. Például Hosszúhetény, Badacsonytomaj, Pécs-Vasas, Szászvár, Zalahaláp és Somoskő bizonyos területein.